# 吴磊 (官员)
吴磊（1977年7月—），安徽肥東人，中华人民共和国官员。

## 生平
中国共产党党员，1996年3月参加工作，2002年8月加入中国共产党。在职研究生，管理学博士，高级工程师。历任上汽汽车制造有限公司副总经理，上海汽车集团股份有限公司董事长助理，大众汽车变速器（上海）有限公司副总经理，上海汽车工业（集团）总公司财务部执行总监，上海汽车工业（集团）总公司纪委委员、财务总监，上海汽车集团股份有限公司副总裁，中华人民共和国工业和信息化部规划司副司长（挂职）等职。2013年，任上海市经济和信息化委员会副主任、上海市国防科技工业办公室主任。
2022年6月，当选中共上海市委第十二届委员会委员。
2023年12月，任上海电气集团党委书记、董事长。

## 家庭
父亲：吳邦國（1941-2024），中共第十六、十七届中央政治局常委，第十、十一届全国人大常委会委员长。
母亲：章瑞珍（1944- ）